# Selo Nacional do Brasil
O Selo Nacional é um dos quatro símbolos oficiais da República Federativa do Brasil, conforme estabelece a  Lei 5 700, de 1º de setembro de 1971 e a Constituição Federal em seu artigo 13, parágrafo primeiro. Os outros símbolos da República são a Bandeira Nacional, o Hino Nacional e o Brasão de Armas.

## Histórico

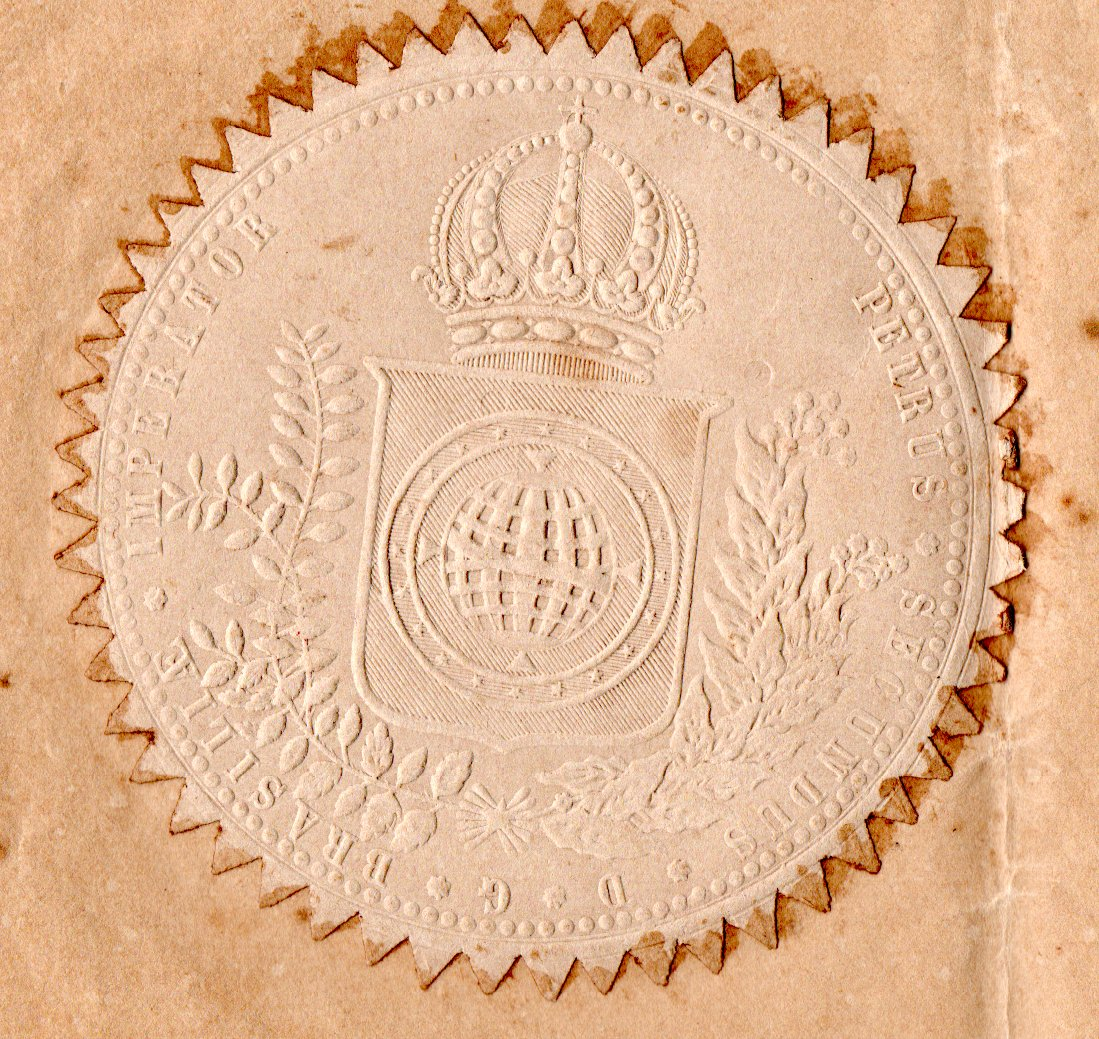
Um selo nacional de 1871

### Período Imperial
O uso de selo em documentos oficiais deriva do Império do Brasil, em que se usava o selo em carimbo de relevo no formato do brasão de armas imperiais. Este era acondicionado em um invólucro e comumente confeccionado com dizeres em latim ou em português sobre o imperador, por exemplo: Pedro II, Imperador constitucional do Brasil ou Pedro II - defensor perpétuo do Brasil.

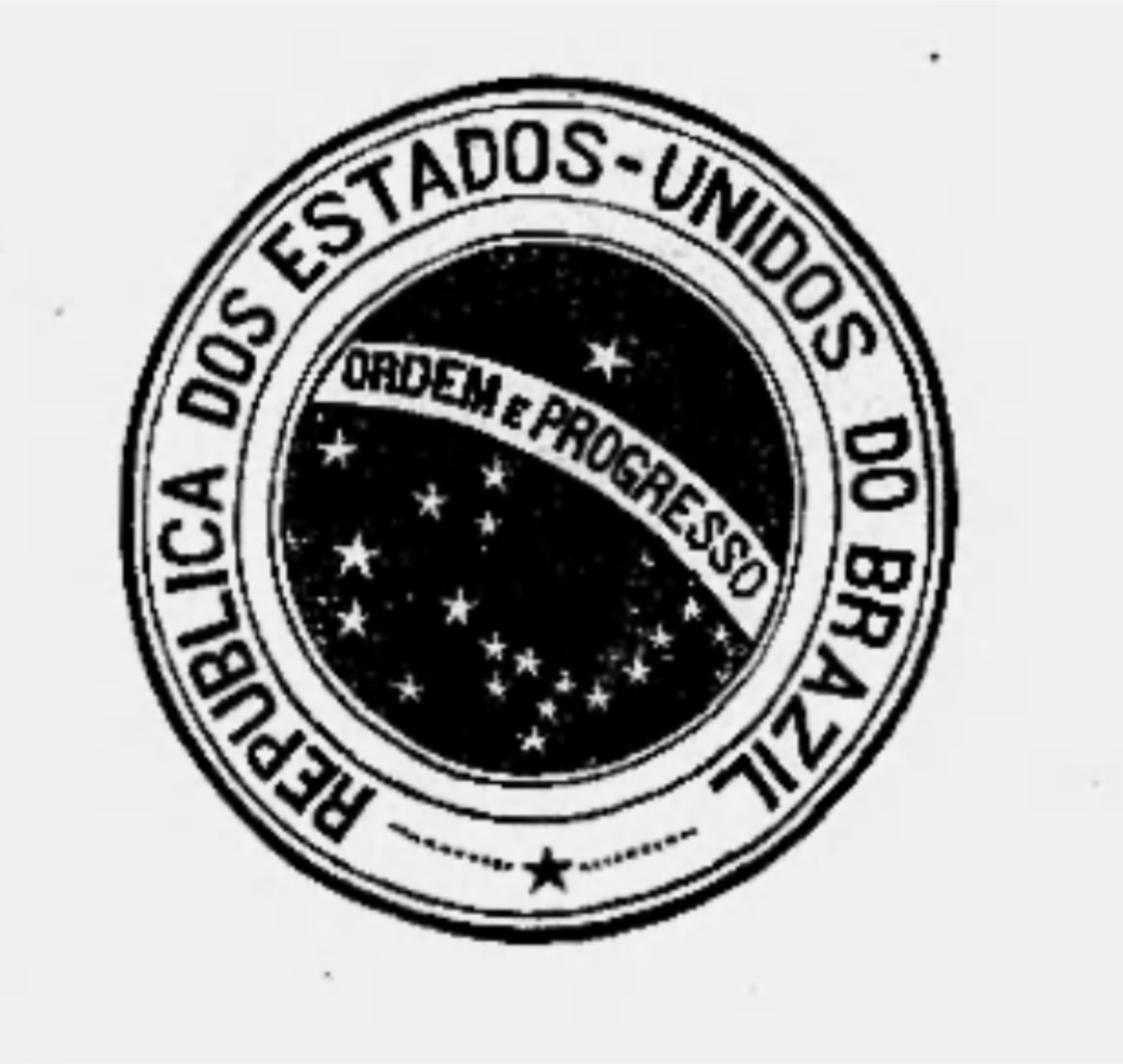
Selo Nacional em uma publicação do então Ministério da Indústria, Viação e Obras Públicas em 1895.

 De acordo com Correa Filho (1994), o selo foi criado pelo aviso ministerial assinado por Luís Pereira da Nóbrega de Sousa Coutinho em 24 de outubro de 1822.

### República
A feitura vigente foi criada por intermédio do Decreto nº 4, de 19 de novembro de 1889, e atende às seguintes especificações:
- É formado por um círculo representando uma esfera celeste,
- idêntica a da bandeira nacional,
- tendo em volta as palavras "República Federativa do Brasil".

## Uso
É usado para autenticar os atos de governo, os diplomas e certificados expedidos por escolas oficiais ou reconhecidas.

## Feitura
A feitura do Selo Nacional obedece às seguintes regrasː[carece de fontes?]
1. desenham-se duas circunferências concêntricas, havendo entre os seus raios a proporção de 3 para 4;
2. a colocação das estrelas, da faixa e da legenda Ordem e Progresso no círculo interior obedecerá às mesmas regras estabelecidas para a feitura da Bandeira Nacional;
3. as letras das palavras República Federativa do Brasil terão de altura, um sexto do raio do círculo interior, e, de largura, um sétimo do mesmo raio.